# Hamza Yusuf

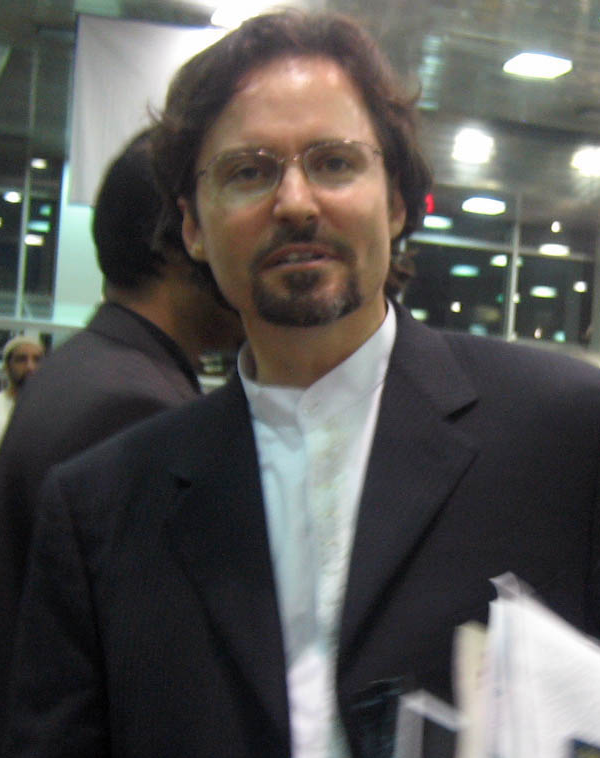
Hamza Yusuf im Jahr 2007

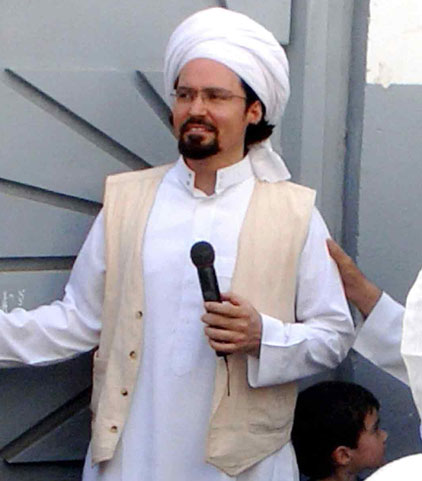
Hamza Yusuf

Hamza Yusuf (arabisch حمزة يوسف, DMG Ḥamza Yūsuf; * 1958 als Mark Hanson in Walla Walla, Washington, USA) ist ein US-amerikanischer islamischer Prediger und Gelehrter, der zu den einflussreichsten religiösen Autoritäten bei den angloamerikanischen Muslimen gehört. Er ist Mitgründer und Präsident des Zaytuna College in Berkeley, Kalifornien, der ersten und einzigen akkreditierten muslimischen Hochschule in den USA. Yusuf, der selbst zum Islam konvertiert ist, genießt nicht nur bei westlichen Konvertiten hohes Ansehen, sondern auch bei muslimischen Einwanderern. Durch die Fernsehsendung Riḥla maʿa Ḥamza Yūsuf („Reise mit Hamza Yusuf“), die auf dem saudischen Sender Middle East Broadcasting Center ausgestrahlt wurde, ist er auch in den arabischen Ländern sehr bekannt.
Hamza Yusuf konvertierte 1977 zum Islam und studierte anschließend viele Jahre in arabischen Ländern arabische Sprache, Fiqh und Philosophie. Die meiste Zeit verbrachte er in den Vereinigten Arabischen Emiraten und in Mauretanien. Nach seiner Rückkehr in die USA im Jahre 1987 wurde er oft von islamischen Zentren eingeladen, um Vorträge über den Islam zu halten und Nicht-Muslime an den Islam heranzuführen. Mit seinen populären Reden und Vorträgen in kurzen intensiven Studienprogrammen sowie seinen Übersetzungen islamischer Bücher aus dem Arabischen ins Englische trug er zur Verbreitung des traditionellen sunnitischen Islam im Westen bei. Außerdem interviewen ihn viele arabische und westliche Medien, um seine Meinung zum Islam und zu aktuellen Ereignissen in der islamischen Welt zu erfahren. Eine enge Zusammenarbeit verbindet Hamza Yusuf mit dem mauretanischen Gelehrten ʿAbdallāh ibn Baiya, in dessen Organisation Forum for Promoting Peace in Muslim Societies er als Vize-Präsident fungiert. Außerdem ist er Co-Vorsitzender von Religions for Peace und Mitglied der Initiative Ethics in Action for Sustainable and Integral Development („Ethik im Einsatz für nachhaltige und ganzheitliche Entwicklung“), einer Zusammenarbeit zwischen „Religions for Peace“, dem Vatikan, den Vereinten Nationen und anderen Organisationen.
The Guardian beschrieb Hamza Yusuf im Jahre 2001 als den „wohl einflussreichsten islamischen Gelehrten des Westens“. Das jordanische Royal Islamic Strategic Studies Centre, das jährlich eine Liste der 500 einflussreichsten Muslime der Welt erstellt, setzte ihn in seiner Ausgabe für das Jahr 2023 auf den 23. Platz.

## Leben

### Elternhaus und Kindheit
Hanson, der schottische, griechische und nordeuropäische Wurzeln hat, wuchs in Nordkalifornien zusammen mit sieben Geschwistern auf. Seine Mutter gehörte der griechisch-orthodoxen Kirche an, sein Vater war katholisch. Beide Eltern waren gut ausgebildet, aufgeschlossen und interessierten sich sehr für soziale, politische und pädagogische Fragen. Sein Vater war Geisteswissenschaftler und mochte die Poesie, besonders die englische, während seine Mutter im zivilen Bereich tätig war und sowohl gegen den Vietnam- als auch gegen den Irakkrieg auf die Straße ging.
Hanson wurde orthodox getauft, weil sein Vater sich nicht für seine Religion interessierte. Seine Mutter hatte dagegen großes Interesse an Spiritualität und war sehr offen für andere Menschen und Lebensweisen. Wie er erwähnt, arbeitete sie freiwillig als Englischlehrerin, um mexikanischen Einwanderern und Landarbeitern die englische Sprache beizubringen. Als er zwölf Jahre alt war, nahm sie ihn zum Freitagsgebet in eine Moschee mit. Sie nahm ihn auch in eine Synagoge, einen Hindu-Tempel und einen buddhistischen Vihara mit, um ihm andere Religionen näher zu bringen.

### Hinwendung zum Islam
Im Jahr 1977, als Hanson 17 Jahre alt war, erlitt er einen schweren Autounfall, der ihn dem Tod nahe brachte. Diese Erfahrung veranlasste ihn zu recherchieren, was verschiedene Traditionen und Religionen über den Tod sagen. Er kam zu dem Schluss, dass der Islam die richtige Religion für ihn sei, und begann, den Glauben zu praktizieren, wollte aber zunächst aufgrund seines Alters, weil er unter 18 war, noch kein Muslim werden. Hanson stieß beim Stöbern in einem Buchladen auf das Buch, das von dem verstorbenen Martin Lings verfasst wurde. Das Buch enthält ausführliche Zitate aus dem Koran und Lings Interpretation. Als er Lings' Buch durchgelesen hatte, entschied er sich, den Koran zu lesen.
Eine Bekannte vermittelte Hanson den Kontakt zu einem muslimischen Ehepaar, das ursprünglich aus Mekka stammte und in Santa Barbara lebte. Beide gehörten dem Schādhilīya-Orden an und waren Anhänger des in Großbritannien lebenden Sufi-Imams Shaykh Abdalqadir as-Sufi, der bald eine zentrale Rolle in Hansons Leben spielen sollte und auch sein Schwager wurde. Nach einigen Besuchen bei den Sufis konvertierte Hanson im Alter von 18 Jahren zum Islam und brach seine Ausbildung ab, um grundlegende muslimische Riten zu lernen. Obwohl einige Anhänger as-Sufis eine Gemeinde in Berkeley gegründet hatten, beschloss Yusuf, nach Großbritannien auszuwandern und mit dem Scheich und seiner Sufi-Gemeinde zu leben.

### Aufenthalte in arabischen Ländern
In Großbritannien lebte Hanson nur ein Jahr lang mit Abdalqadir as-Sufi zusammen. Danach zog er in die Vereinigten Arabischen Emirate und verbrachte vier Jahre in der Stadt Al Ain, wo er am Islamischen Institut Scharia-Wissenschaften studierte. Er lernte dort Koranrezitation, Rhetorik, Poesie, Fiqh und Theologie, arbeitete als Muezzin und war später als Imam für eine Moscheengemeinde tätig, die sich hauptsächlich aus afghanischen Arbeitern zusammensetzte, die ihre Familien und die Kriegsanstrengungen gegen die Sowjetunion unterstützten. Im Jahr 1984 brach Yusuf mit seinem früheren Lehrer as-Sufi und wandte sich den in den Emiraten lebenden mauretanischen Gelehrten zu. Im gleichen Jahr besuchte er mehrere arabische Länder wie Algerien, Marokko und Mauretanien, wo er die nachhaltigste und intensivste Beziehung zu dem Gelehrten Murabit al-Hajj Muhammad Ould Fahfu aufbaute, bei dem er mehrere Monate in der Wüste studierte.

### Wirken als Prediger und Lehrer in den USA
1988 kehrte Hanson in die USA zurück und begann ein Studium der Krankenpflege am Imperial Valley College. Er machte einen Abschluss in homöopathischer Medizin und in vergleichenden Religionswissenschaft. Während dieser Zeit diente Hanson, der nun als Hamza Yusuf auftrat, als Imam der Santa-Clara-Moschee und wurde Teil der englischsprachigen muslimischen Community und hielt Vorträge und Predigten in Moscheen und islamischen Zentren in Nordkalifornien. Eines seiner ersten Bildungsprojekte bestand darin, religiöse Einkehrtage zu organisieren, die „Islamic Pow-Wows“ genannt wurden und bei denen er und andere amerikanisch-islamische Prediger neu konvertierte Muslime und andere muslimische Jugendliche beriet, die sich einem frommen islamischen Lebensstil widmen wollten. Yusuf wurde nun immer häufiger von muslimischen Studentengruppen und muslimischen Organisationen zu Vorträgen auf Universitätsgeländen und islamischen Konferenzen in den Vereinigten Staaten eingeladen. Er erwarb sich bei den amerikanischen Muslimen den Ruf eines talentierten Redners, der fließend Arabisch sprach und mit Scharfsinnigkeit beeindruckte. Solide Kenntnis westlicher Philosophie und klassischer islamischer Wissenschaften kombiniert mit Bezugnahmen auf Popkultur und fehlerfreier Rezitation des Korans wurden sein Markenzeichen und brachten ihm den Ruf ein, als Redner in allen Städten Nordamerikas und Westeuropas, die er bereiste, ein großes Publikum anziehen zu können.
Im August 1998 war Hamza Yusuf der erste amerikanische Dozent, der das Recht erhielt, an der Universität al-Qarawīyīn in Marokko Vorlesungen zu halten. Er unterrichtete hier mehr als 100 Muslime aus Nordamerika und Europa. Als Textgrundlage diente ihm dabei das Werk Iʿānat al-mutawaǧǧih al-miskīn ilā ṭarīq al-fatḥ wa-t-tamkīn („Hilfe für den Bedürftigen, der sich dem Weg des Erfolgs und des Machtgewinns zuwendet“) des marokkanischen Sufi Ahmad Zarrūq (gest. 1493).
Im Oktober 2001, kurz nach den Terroranschlägen des 11. September 2001, wurde Hamza Yusuf ins Weiße Haus eingeladen, um mit Präsident George W. Bush die möglichen muslimischen Reaktionen auf einen amerikanischen Krieg gegen Terror zu diskutieren. Hamza Yusuf riet dem Präsidenten, den für die bevorstehende militärische Operation geplanten Namen Operation Infinite Justice abzuändern, weil er von Muslimen weltweit als blasphemisch wahrgenommen würde. Bush änderte daraufhin den Namen in Operation Enduring Freedom ab. In einem Interview mit dem The Guardian rief er die Muslime dazu auf, zu ihrem wahren Glauben zurückzukehren, ohne Gewalt, Intoleranz und Hass. Gleichzeitig begründete er seinen Aufenthalt in den USA damit, dass Muslime im Westen die muslimischen Werte besser umsetzen könnten als in den meisten muslimischen Ländern. Viele muslimische Einwanderer sähen das genauso, weshalb sie sich bewusst für ein Leben in den USA entschieden hätten. Einwanderern, die den Westen hassen, empfahl Hamza Yusuf, in ein muslimisches Land auszuwandern.
In den Jahren nach 2001 bemühte sich Yusuf darum, eine „moralische Mehrheit“ zwischen amerikanischen Muslimen, Christen und Juden zu formen, um die US-amerikanische Islamophobie zu bekämpfen. Darüber hinaus begann er auf Einladung der marokkanischen Regierung in Zusammenarbeit mit der Deen Intensive Foundation mit der Organisation eines dreiwöchigen spirituellen Fortbildungskurses zum Islam, der später als Rihla Programme bekannt wurde. Videos von den einzelnen Sitzungen und Vorlesungen dieses Kurses wurden durch die Deen Intensive Foundation vertrieben, so dass die Inhalte des Kurses auch für Personen, die nicht physisch zugegen waren, zugänglich wurden. In den folgenden Jahren beleuchtete der saudische Journalist Ahmad Al Shugairi Hamza Yusufs Wirken als Prediger in seiner Sendung Riḥla maʿa Ḥamza Yūsuf („Reise mit Hamza Yusuf“), die auf dem saudischen Sender Middle East Broadcasting Center ausgestrahlt wurde. Sie basierte auf der Idee, eine Gruppe junger Anhänger Hamza Yusufs zu verschiedenen Orten insbesondere in den Vereinigten Staaten zu begleiten.
2007 war Hamza Yusuf einer der Unterzeichner von „Ein gemeinsames Wort zwischen Uns und Euch“, einem offenen Brief islamischer Gelehrter an christliche Führer, die Frieden und Verständnis fordern. 2009 gründete er zusammen mit Zaid Shakir und Hatem Bazian das Zaytuna College in Berkeley.

### Positionierung während des Arabischen Frühlings und Zusammenarbeit mit Ibn Baiya
Als der Arabische Frühling 2011 in Tunesien anfing, unterstützte Yusuf die Demonstranten gegen den Präsidenten Zine el-Abidine Ben Ali.  Auf seiner offiziellen Website Sandala Productions schrieb er eine Nachricht an die Menschen in Libyen, in der er ihre enge Verbindung zum Islam erwähnte und unterstützte die Aufständischen gegen den Präsidenten Muammar al-Gaddafi. Yusuf bezeichnete ihn als hinterhältigen und grausamen Verräter. In einem Artikel über Ägypten erkannte er nicht nur Ägyptens Revolution an, sondern forderte einen festen Standpunkt, um das ägyptische Volk zu unterstützen und politische Veränderungen zu erreichen: „Ich persönlich glaube, dass die Gelehrten innerhalb und außerhalb Ägyptens eine Verantwortung haben, das ägyptische Volk bei seinen Appellen für eine Reform in Ägypten zu unterstützen.“
Ende 2011 änderte Yusuf indessen seine Meinung. Er begann, die arabische Regierungen zu unterstützen und alle Aufstände gegen sie abzulehnen. In einem Interview mit Al-Arabiya behauptete er, dass die große Mehrheit der Menschen in arabischen Golfstaaten mit ihren Regierungen zufrieden seien und die Monarchie bevorzugten, weil Monarchen keinen Grund dazu hätten, nach mehr Geld und mehr Macht zu streben. Yusuf behauptete, wenn ein König gut sei, werde auch sein Nachfolger dazu erzogen, gut zu sein. Ähnlich positionierte sich Hamza Yusuf auch gegenüber den Protestbewegungen in der Türkei. So brachte er auf seiner Website seine Liebe zu Präsident Recep Tayyip Erdoğan zum Ausdruck und verteidigte die Reaktion der Regierung auf die beiden Gezi-Park-Proteste 2013 und den Putschversuch in der Türkei 2016 öffentlich.
Eine enge Beziehung verband Hamza Yusuf schon länger mit dem mauretanischen Gelehrten ʿAbdallāh ibn Baiya. Yusuf begleitete ihn als Vermittler und Übersetzer bei seinen Besuchen im US-Außenministerium und dem Britischen Foreign and Commonwealth Office. Hamza trug nicht nur dazu bei, Ibn Baiyas Autorität zu untermauern, sondern präsentierte ihn auch als authentische Stimme der Tradition und strebte danach, ihn mit einem geheimnisvollen Nimbus zu versehen. Als Ibn Baiya im März 2014 als transnationale Organisation islamischer Gelehrter das Forum for Promoting Peace in Muslim Societies (FPPMS) gründete, hielt Yusuf bei dessen Eröffnung eine Rede. Darin charakterisierte er die Realität der arabischen Welt als eine des Chaos und der Unordnung, lobte Ibn Baiyas Projekt als Wiederbelebung des authentischen Erbes des Islams und als Quelle der Erkenntnis inmitten des gegenwärtigen Aufruhrs und pries Ibn Baiya als Friedensstifter. Außerdem folgte Yusuf Ibn Baiyas Linie, dass die Schaffung von Frieden notwendige Voraussetzung sei, bevor irgendeine andere Sache diskutiert werden könne. Hamza Yusuf sorgte dafür, dass an den folgenden FPPMS-Konferenzen auch Mohamed Magid sowie führende christliche und jüdische Vertreter aus den USA teilnahmen. Nach David Warren bestand Yusuf's Rolle bei diesem Projekt darin, die „Staatsmarke der Vereinigten Arabischen Emirate“ im Ausland aufzupolieren.
Mit seinem Engagement gegen die terroristische IS-Organisation hängt es wahrscheinlich zusammen, dass ihn diese 2016 in ihrem Propagandamagazin Dabiq mit dem Tod bedrohte.
Als 2018 die Vereinigten Arabischen Emirate erstmals einen Fatwa-Rat einrichteten und Ibn Baiya dessen Führung übernahm, wurde Hamza Yusuf zu seinem Stellvertreter ernannt. Die Entzweiung der Vereinigten Arabischen Emirate und der Türkei während der Katar-Krise ab 2017 führte allerdings dazu, dass Hamza Yusuf in der Türkei zunehmend als Parteigänger der Emirate und damit als Gegner wahrgenommen wurde.

### Kontroversen der letzten Jahre
Viele von Yusufs christlichen und jüdischen Partnern haben Verbindungen zur Republikanischen Partei, und Yusuf verhehlte nicht seine eigenen Sympathien für die Positionen dieser Partei. So machte er im Dezember 2016 bei einer Veranstaltung in Kanada kritische Bemerkungen über die Black-Lives-Matter-Bewegung und nannte den designierten Präsidenten Donald Trump einen „Diener Gottes“ (servant of God). 2019 trat er außerdem der von der Trump-Administration eingerichteten Commission on Unalienable Rights bei, was innerhalb der muslimischen Gemeinschaft der USA eine große Kontroverse hervorrief.
Im September 2019 tauchte in den sozialen Medien ein Video auf, das zeigte, wie sich Hamza Yusuf 2016 während sufischer Besinnungstage in der türkischen Stadt Samsun höhnisch über die Notlage syrischer Flüchtlinge geäußert hatte. Yusuf erwähnt darin einen der ersten Slogans der syrischen Revolution, nämlich „Das syrische Volk wird nicht gedemütigt“, und fragt sarkastisch, wie diese Revolution aussehe? Und er lacht darüber, dass nun diese „armen Menschen“ die Nicht-Muslime bitten mussten, in ihr Land fliehen zu dürfen, und in Booten über den Ozean flüchteten. Yusuf stellte dies in dem Video als eine Strafe Gottes für die Erniedrigung von Herrschern dar. Nachdem dieses Video große Empörung hervorgerufen hatte, entschuldigte sich Hamza Yusuf wegen seiner Äußerungen über syrische Flüchtlinge und für den Schmerz, den er verursacht hatte. Yusuf sagte, es sei „abscheulich“ zu glauben, er hätte die von der Gewalt in Syrien Betroffenen verspotten wollen.

## Standpunkte
Yusufs Reden kombinieren Verweise auf berühmte Denker wie Plato, Ibn Rushd und Albert Einstein mit einer Art Geschichtsunterricht über die ruhmreiche Vergangenheit der vormodernen Umma, moralischer Entrüstung über Politiker und politische Bewegungen in den Vereinigten Staaten und der muslimischen Welt sowie über das muslimische Publikum, das so wenig über sein religiöses Erbe weiß. Seine Vorträge und Predigten befassen sich mit verschiedenen islamischen Themen, aber auch mit islamischem Radikalismus, interreligiösen Beziehungen sowie dem Verhältnis zwischen Islam und dem Westen, wobei er auch über aktuelle soziale, politische, wirtschaftliche, moralische und ethische Fragen spricht.
Yusuf ist der Meinung, dass das Internet und die modernen Informationstechnologien den Muslimen zum ersten Mal in der Geschichte die Möglichkeit eröffnet haben, ihre Religion selbst der Welt vorzustellen, anstatt anderen zu erlauben, sie zu erzählen. Er ermutigt die Muslime darin, diese Gelegenheit zu nutzen, um die wahre Natur des Islam zu erklären.

### Befürwortung des traditionellen Islam
Yusuf besteht darauf, dass der Schlüssel zur Zukunft des Islam in der Vergangenheit liegt. In seinen Reden und veröffentlichten Broschüren betont er die glorreiche vormoderne Geschichte und die traditionellen Bildungssysteme, die in den meisten modernen Ländern mit muslimischer Mehrheit in der Welt an den Rand gedrängt wurden. Zwar vermeidet er Fragen rechtlicher und theologischer Unterschiede und enge Klassifikationen, doch hat er sich hinsichtlich der Auseinandersetzung zwischen Traditionalisten und Reformisten klar auf die Seite der ersteren gestellt, indem er sein pädagogisches Projekt als traditional gekennzeichnet und klar gestellt hat, dass er eine traditionelle Hochschulbildung als das entscheidende Kriterium sunnitischer Autorität betrachtet.
Der Aktivismus der Muslimbrüder und ihre Ablehnung der Rechtsschulen und Kritik an den ʿUlamā' in staatlichen Behörden sind für ihn dagegen der Inbegriff der negativen Folgen der Moderne sowie der Atomisierung der muslimischen Gemeinschaft. Wie andere neo-traditionalistische Gelehrte macht er keinen Unterschied zwischen der Muslimbruderschaft und anti-demokratischen und gewaltbereiten Gruppen wie al-Qaida und dem IS.
Der traditionelle Islam ist auch Thema seiner im Jahr 2020 an der Graduate Theological Union verteidigten Dissertation. Sie hat den Titel „Normative islamische Tradition in Nord- und Westafrika. Eine Fallstudie über den Transfer von Autorität und die Destillation von Wissen“.

### Gesellschaft
Yusuf spricht viel über den Niedergang der modernen Gesellschaft, die er die „Gesellschaft der Toten“ nennt, aufgrund des Todes des Geistes oder der Seele. Um sie wieder zum Leben zu erwecken, muss seiner Ansicht nach die Gesellschaft regeneriert werden. Die Menschen müssten erkennen, warum und wofür sie geschaffen wurden, und dann danach streben, dieses Ziel zu erreichen. Der Zerfall der Gesellschaft hat laut Yusuf enorme Auswirkungen auf das Wohlergehen der modernen Familie, was zu einer Zunahme des häuslichen Missbrauchs führe und zu Familienzusammenbrüchen, daher warnt er die Muslime, wachsam zu sein. In diesem Zusammenhang verweist Yusuf auf häusliche Gewalt unter Muslimen, insbesondere gegenüber muslimischen Frauen, und betont, dass die Ehe in erster Linie dem Schutz von Individuen diene, indem sie ihnen Geborgenheit bei einer anderen Person gebe, damit sie nicht gefühllos würden. Partner in der Ehe müssten sich gegenseitig respektieren. Er erinnert Muslime daran, dass Unterdrückung im Islam verboten ist.

### Stellung der Frau im Islam
Yusuf betont auch die Rechte, die Frauen im Islam besitzen, und stellt sich entschieden gegen diejenigen, die diese Rechte verletzen. Eine Verletzung dieser Rechte erfolgt seiner Auffassung immer dann, wenn muslimische Männer die islamischen Lehren über die Frau vernachlässigen. Misshandlung von Frauen ist seiner Auffassung nach kein spezifisch muslimisches Phänomen, sondern ein globales Problem. Er fordert Frauen auf, ihre Macht und ihr Potenzial einzusetzen, um die Gesellschaft zu verbessern, und argumentiert, dass die menschliche Gesellschaft mehr weiblichen Einfluss brauche, um das Ungleichgewicht der männlichen Dominanz auszugleichen, das sich negativ auf den menschlichen Zustand auswirke.
Muslimische Männer, die Frauen misshandeln, verstoßen nach Yusuf gegen das Gebot Gottes und folgen patriarchalen Dschāhilīya-Regeln. Die Behauptung, dass nach dem Koran Frauen von ihren Ehemännern geschlagen werden dürfen, weist zurück und erklärt, dass dies auf einer Fehlinterpretation von Sure 4:34 beruhe. Jeder, der behaupte, dass dieser Vers einem Mann seine Frau zu schlagen erlaube, liege falsch. Dies begründet er mit dem Beispiel des Propheten Muhammad, der nie in seinem Leben ein Kind oder eine Frau geschlagen habe. Sure 4:34 bezieht sich nach seiner Interpretation nur auf Ehefrauen, die Gott gegenüber ungehorsam sind, nicht gegenüber ihrem Ehemann. In diesem Fall müsse der Ehemann die Ehefrau zunächst ermahnen; wenn dies nichts helfe, solle er die intime Beziehung zu ihr abbrechen. Wenn sie dann noch weiter in ihrem Zustand des Ungehorsams verbleibe, solle er sie in einem dritten Schritt nicht schlagen, wie es der Koranvers nahelege, sondern verärgert sein und ihr mitteilen, dass die Situation ernst ist. Muslimische Männer, die sich auf diesen Vers berufen, um ihre Frauen schlagen zu dürfen, sollen jedoch bestraft werden, weil sie die moralischen Prinzipien aufgegeben haben.
Yusuf hält es für verfehlt, Frauen zu zwingen, ihren Kopf zu bedecken, und empfiehlt stattdessen, angemessene Ratschläge zu erteilen, um sie darauf aufmerksam zu machen, dass es eine religiöse Verpflichtung ist. Er verurteilt diejenigen, die Gewalt gegen Frauen anwenden, die ihren Kopf nicht bedecken, und warnt, dass sie damit gegen islamische Prinzipien verstoßen, die den Schutz der Frauen und den Respekt ihnen gegenüber beinhalten.

### Dschihad
Dschihad ist nach Yusufs Meinung das höchste Prinzip des Kampfes gegen das, was falsch läuft in der Welt. In einem Interview äußerte er, dass er Dschihad nie als wahllose Gewalt gegen unschuldige Menschen und Zivilisten verstanden habe, sondern als einen spirituellen Kampf im Herzen sowie einen sozialen Kampf im Sinne des Aktivismus. Auf der Grundlage dieser Prinzipien spricht sich Yusuf gegen Gewalt, Radikalismus und Terrorismus aus und betont, dass das Töten der islamischen Tradition fremd sei und es keine Rechtfertigung dafür in den heiligen Texten gebe. Sowohl der Koran als auch der Hadith verböten diese abscheulichen Taten.
Als Beleg dafür beruft sich Yusuf auf Sure 5:32: „Wenn jemand einen Menschen tötet, der keinen anderen getötet und auch sonst kein Unheil auf Erden gestiftet hat, so ist es, als töte er die Menschen alle getötet hätte.“ sowie auf den Hadith: „Hütet Euch vor dem Extremismus (ġulūw), denn es ist der Extremismus, der die Menschen vor euch zugrundegehen ließ.“ Yusuf schließt daraus, dass es im Islam keine Rechtfertigung für Gewalt gebe und dies ein modernes Phänomen sei, das seine Wurzeln in der westlichen Tradition habe. Muslime, die darauf zurückgriffen, seien von ihr beeinflusst. Die einzige Möglichkeit, dieses Phänomen einzudämmen und zu bekämpfen, sei die Beschäftigung mit bestimmten aktuelle Problemen und die Stärkung der traditionellen Lehren des Islam.

### Der Islam und die westliche Welt
Seit den Anschlägen vom 11. September 2001 unternimmt Yusuf große Bemühungen, um die Kluft zwischen Islam und westlicher Welt zu überwinden. Er trat zu diesem Thema sehr oft in den Medien sowie auf internationalen Foren und Konferenzen auf. Yusuf meint, dass Unwissenheit auf beiden Seiten zu Missverständnissen und Hass geführt habe. Der Westen sei normalerweise sehr wertend und habe vorgefasste Vorstellungen über den Islam, Muslime hätten umgekehrt eine einseitige, voreingenommene Wahrnehmung der westlichen Kultur. Daher müssten beide Seiten mehr über die Geschichte und zivilisatorischen Beiträge der jeweils anderen Seite erfahren, „weil ein Bewusstsein über die Errungenschaften anderer und die eigene Abhängigkeit von den Leistungen so vieler anderer Menschen bedeute, dass man alle Mitglieder der Menschheitsfamilie wertschätze und zu respektieren beginne“.
Yusuf ermutigt den Westen dazu, mehr über den muslimischen Beitrag zum allgemeinen Fortschritt und zur Verbesserung des westlichen Lebens zu erfahren. Der Westen könne sich ein Beispiel daran nehmen, wie der Islam Wissenschaft und Religion integriert sowie Rasse und Ethnizität gehandhabt habe. Yusuf betont, dass der Grund für aktuelle Spannungen zwischen Islam und westlicher Welt die Unwissenheit sei. Einander zu kennen und zu respektieren sei deswegen eine Voraussetzung für ein friedliches Zusammenleben. Yusuf ermahnt den Westen außerdem, die muslimische Frustration zu verstehen und sich darum zu bemühen, frühere Probleme zu beseitigen. Ebenso bittet er die Muslime, nicht den Westen für ihre Schwierigkeiten verantwortlich zu machen, sondern eine ernsthafte Selbstprüfung hinsichtlich dessen, was bei ihnen schiefgegangen sei, durchzuführen. Für Yusuf ist die Menschlichkeit die gemeinsame Basis, die die Menschen miteinander verbindet, unabhängig von ihrem Glaubensbekenntnis, ihrer Rasse oder ihrer Hautfarbe.
Yusuf geht davon aus, dass die meisten Muslime damit zufrieden sein würden, unter finnischen oder schwedischen Regierungsformen zu leben, mit ein paar Anpassungen der sexuellen Freiheiten in diesen Ländern. Sie würden sich dort so fühlen, als wäre es die Zeit des muslimischen Herrschers Saladin, weil sich die Regierungen in Finnland und Schweden sehr gegen Armut und Hunger engagieren, sich besonders um alte Menschen und sogar um Hunde und Katzen kümmern. Wer in Stockholm einen Hund quäle, komme ins Gefängnis. In den Gefängnissen Ägyptens könnten Menschen dagegen ungestraft vom Geheimdienst gefoltert werden.

## Privates
Yusuf hatte mit seinen religiösen Vorstellungen auch Einfluss auf seinen Familienangehörigen. Sowohl eine Schwester als auch seine Mutter konvertierten zum Islam. Bevor sein Vater 2016 verstarb, konvertierte auch er zum Islam und bat Yusuf darum, ihn als Muslim zu beerdigen.